# Kremiće
Kremiće (en serbe cyrillique : Кремиће) est un village de Serbie situé dans la municipalité de Raška, district de Raška. Au recensement de 2011, il comptait 28 habitants.

## Démographie
| 1948 | 1953 | 1961 | 1971 | 1981 | 1991 | 2002 | 2011 |
| ---- | ---- | ---- | ---- | ---- | ---- | ---- | ---- |
| 308  | 421  | 414  | 361  | 260  | 113  | 62   | 28   |

|  |